# Daphne Matziaraki
Daphne Matziaraki (griechisch Δάφνη Ματζιαράκη Dáfni Matziaráki; * 20. Jahrhundert in Athen) ist eine griechische Filmregisseurin mit einem Schwerpunkt im Bereich Dokumentarfilm.

## Leben
Daphne Matziaraki wuchs in ihrer Geburtsstadt Athen auf und arbeitete nach ihrem Studium des Fachs Internationale Beziehungen als Journalistin bei der Zeitung Kathimerini und dem privaten Radio und Fernsehsender SKAI.
2012 zog sie aus privaten Gründen in die USA und begann im selben Jahr ihr zweites Studium an der University of California, Berkley, um ihr Wissen über das Filmen von Dokumentarfilmen zu vertiefen.
Im Juli 2024 verlegte sie ihren Lebensmittelpunkt wieder nach Griechenland.

## Werk
Erste Bekanntheit erhielt Matziaraki im Jahr 2016 durch einen Student Academy Award für den Film 4.1 Miles, wofür sie das Drehbuch verfasst und selbst Regie geführt hatte. Bei der Oscarverleihung 2017 erhielt sie ebenfalls eine Nominierung für ihr Werk in der Kategorie Bester Dokumentar-Kurzfilm. Darüber hinaus gewann sie 2016 für ihren Dokumentarfilm einen Peabody Award mit der Begründung, der Film vermöge Folgendes: „Bearing witness to a global crisis and compelling viewers to question their own compassion.“ (auf Deutsch: Zeuge einer globalen Krise sein und die Zuschauer dazu bringen, ihr eigenes Mitgefühl zu hinterfragen). 4.1 Miles erhielt auch den BAFTA Special Jury Prize der BAFTA Student’s Film Awards in Los Angeles. Bei ihrem Film führte sie Regie, schrieb das Drehbuch und übernahm den Schnitt. 4.1 Miles dokumentiert die schwierige Arbeit der griechischen Hafenpolizei in Molivos (Lesbos) unter Kapitän Kyriakos Papadopoulos in den Tagen der Flüchtlingskrise 2015, bei der in zwei Jahren 600.000 Flüchtlinge aus der Türkei über die ostägäische Insel nach Europa kamen. Im Jahr ihrer Oscar-Nominierung wurde sie zur TEDx Athen eingeladen, um über ihre Erfahrungen bei den Dreharbeiten von 4.1 Miles zu sprechen.
Das Thema „Flucht“ nahm sie abermals in ihrem nächsten Kurzfilm The Container auf. Darin wird das Schicksal unbegleiteter minderjähriger Flüchtlinge geschildert. Sie drehte in einem Flüchtlingscamp auf der Insel Samos mit Freiwilligen, deren Vertrauen sie gewann.
Ihr Dokumentarfilm The Battle for Laikipia, den sie zusammen mit Peter Murimi drehte, gewann beim Canadian International Documentary Festival HotDOCS den Land-Sky-Sea Award mit der Begründung „The Battle for Laikipia is an unflinching, transparent lens on Kenya’s ongoing struggle for Indigenous land rights which is exasperated by apocalyptic drought. This film is uncomfortable but essential viewing and is a warning for us all of battles to come.“ (The Battle for Laikipia ist ein schonungsloser, transparenter Blick auf Kenias anhaltenden Kampf um indigene Landrechte, der durch eine apokalyptische Dürre noch verschärft wird. Dieser Film ist unbequem, aber unverzichtbar und eine Warnung für uns alle vor kommenden Kämpfen.) Sie nahm 2024 mit diesem Film am Filmfestival DOC Leipzig, dem Sundance Film Festival, wo sie den Amazon Studios Non Fiction Producers Award gewann, und dem Seattle International Film Festival teil. The Battle for Laikipia wurde auch zum DOK.fest München 2025 eingeladen.
Im Online-Magazin irresistiblemagazine.com wird gelobt, dass Daphne Matziaraki bereit sei, in physisch und psychisch anspruchsvollem Umfeld für ihre Filme zu arbeiten. Dabei lade sie die Betrachtenden dazu ein, ihre eigenen Überzeugungen darüber zu hinterfragen, was sie für wahr hielten und was tatsächlich wahr sei.

## Filmografie
- 2016: 4.1 Miles (Regie, Drehbuch, Kamera, Schnitt)
- 2020: The Container
- 2021: Dark Secrets of a Trillion Dollar Island: Garenne (Kamera)
- 2024: The Battle for Laikipia (Regie mit Peter Murimi)